# Barbie e il cavallo leggendario
Barbie e il cavallo leggendario (Barbie & Her Sisters in A Pony Tale) è un film d'animazione in computer grafica del 2013 diretto da Kyran Kelly, e distribuito direttamente per il mercato home video. È il 26° film di Barbie ed è il primo ad essere realizzato da Arc Productions, che aveva precedentemente lavorato alla serie Barbie - Life in the Dreamhouse.

## Trama
Le sorelle Barbie, Skipper, Stacie e Chelsea giungono alle Alpi svizzere per visitare zia Marlene, proprietaria di una prestigiosa scuola di equitazione chiamata Accademia Alpine. Dopo essere state accolte dalla zia e dai suoi figli, Max e Marie, le ragazze iniziano a prendere confidenza con i cavalli: Barbie (campionessa di equitazione in America) può scegliere il proprio cavallo tra i purosangue della scuderia, mentre Stacie e Chelsea, entrambe principianti, devono essere scelte dai cavalli stessi. Skipper invece decide di non fare equitazione.
Il giorno successivo, le ragazze vengono guidate lungo un percorso montano dall'insegnante Etienne, durante il quale Barbie ha l'impressione di  vedere un magnifico cavallo bianco con la criniera attraversata da una striscia rosa. Quella stessa notte, Barbie chiede all'insegnante informazioni sul simbolo dell'accademia, identico in tutto e per tutto al cavallo visto ore prima: Etienne racconta che il simbolo si riferisce alla favola di un'antica mandria di cavalli chiamata Majestiques, che si diceva vivessero proprio tra quelle montagne e che discendessero da una razza creata più di mille anni fa appositamente per le principesse della famiglia reale affinché restassero loro fedeli, proteggendole da ogni pericolo. Il racconto viene interrotto da Philippe, fratello di Etienne e insegnante della scuola rivale, la École Montagne, scettico sull'esistenza di una tale razza equina; in realtà, sa che non si tratta solo di una leggenda.
Durante una passeggiata col cavallo Finnian, Barbie viene attaccata da un branco di lupi, ma viene tratta in salvo proprio dal cavallo leggendario. Dopo un'esercitazione, Barbie torna fra le montagne e trova la giumenta con una zampa incastrata fra dei massi: la coccola, e per calmarla le canta una canzone che aveva sentito da Etienne; usa la sua sciarpa come benda sulla zampa ferita e le dà il nome di Majesty. Anche Philippe si trova lì e, dopo aver trovato una ciocca di Majesty e aver notato Barbie in sella a Finnian, decide di seguirla. Majesty si lascia cavalcare da Barbie e, con un maestoso salto, la porta oltre la cascata in cui la ragazza l'aveva vista la prima volta, e dove vive una mandria di Majestiques.
Marlene spiega a Skipper che molto probabilmente dovrà vendere l'accademia a causa delle troppe spese e dei pochi allievi; due settimane prima ha ricevuto una domanda d'acquisto da parte di Bridgette Cheynet, proprietaria dell' École Montagne e madre di Etienne e Philippe (il quale non ha mai perdonato il fratello per essere andato a insegnare all'accademia di Marlene): se non dovessero vincere il premio in denaro del torneo, Marlene sarà costretta ad accettare. La vittoria richiamerebbe molti nuovi allievi, ma sono undici anni che l'Accademia Alpine non vince un torneo. Dopo che Skipper chiede alla zia di rimandare la vendita a dopo il torneo, raggiunge Barbie e le racconta dei problemi finanziari dell'accademia, proponendole di competere con Majesty; la sorella però è contraria, soprattutto perché teme che così facendo Philippe possa scoprire l'intera mandria e catturarla.
Entrambe le scuole finiscono pari merito in prima posizione, e la sera prima dell'ultima gara si tiene una festa all' Accademia Alpine. Approfittando della distrazione dei presenti, Philippe si allontana per sabotare l'accademia liberandone i cavalli; anche Chelsea (dispiaciuta per essere stata scelta da un pony anziché da un cavallo grande come quelli delle sorelle maggiori) sgattaiola fuori, ma mentre prova a montarne uno si mette a urlare attirando l'attenzione di tutti, e cade a terra; nel fermare il cavallo, Etienne si ferisce a un braccio e non può proseguire la competizione. Barbie, Skipper e Jonas (un allievo dell'École Montagne) si mettono alla ricerca dei cavalli; Barbie intuisce che sono stati condotti da Majesty oltre la cascata. Sulla via del ritorno il gruppo incontra Philippe, il quale ammette di aver sempre saputo dell'esistenza dei Majestiques, e che ha intenzione di venderli dato il loro altissimo valore; l'unico modo per salvare l'accademia e i Majestiques sarebbe dunque quello di vincere il torneo.
Barbie arriva appena in tempo con Majesty, ma Philippe gioca sporco disarcionando gli altri fantini; anche Barbie viene disarcionata, tuttavia risale immediatamente in sella, recuperando terreno, eseguendo un incredibile salto e arrivando al primo posto. Durante la premiazione, Bridgette rimprovera il figlio e lo manda in punizione, poi si congratula con Barbie e Marlene. Le sorelle salutano i propri cavalli e Barbie, che inizialmente pensa di portare Majesty in America, si rende conto che non può separarla dai suoi simili, così la lascia andare promettendo di non dimenticarla. Marlene la rincuora affermando che quando Barbie tornerà, Majesty sarà lì ad aspettarla.
(Barbie, dopo i titoli di coda)

## Colonna sonora
1. You're The One – 3:33
Cantata da Heavynn Gates
Scritta da Jeannie Lurie, Gabriel Mann e Rob Hudnut
Prodotta da Gabriel Mann

## Doppiaggio
| Personaggio       | Doppiatore originale | Doppiatore italiano |
| ----------------- | -------------------- | ------------------- |
| Barbie Roberts    | Kelly Sheridan       | Emanuela Pacotto    |
| Skipper Roberts   | Kazumi Evans         | Silvia Villa        |
| Stacie Roberts    | Claire Corlett       | Gea Riva            |
| Chelsea Roberts   | Ashlyn Drummond      | Sabrina Bonfitto    |
| Marlene           | Alex Kelly           | Alessandra Karpoff  |
| Max               | Tabitha St. Germain  | Annalisa Longo      |
| Marie             | Shannon Chan-Kent    | Loretta Di Pisa     |
| Etienne Cheynet   | Colin Murdock        | Luca Bottale        |
| Philippe Cheynet  | Peter Kelamis        | Riccardo Rovatti    |
| Bridgette Cheynet | Maxine Miller        | Manuela Scaglione   |
| Jonas             | Cole Howard          | Andrea Oldani       |
| Albain            | Gabe Khouth          | Davide Fumagalli    |
| Theo              | Theo Bell            | Stefano Lucchelli   |